# Симптом
Симпто́м (от др.-греч. σύμπτωμα — «случайность, несчастная случайность, приступ болезни») — один из отдельных признаков, частное проявление какого-либо заболевания, патологического состояния или нарушения какого-либо процесса жизнедеятельности. Симптом — это что-то необычное, что испытывает человек, например, лихорадка, головная боль или другая боль или боли в теле. Симптом указывает на заболевание, травму или аномальное физиологическое состояние, которое может быть обнаружено при медицинском осмотре. Симптомы помогают поставить точный диагноз. Учение о симптомах называется симптоматологией, или медицинской семиотикой.

## Классификация
В ряде случаев, когда причина появления у больного какого-либо симптома неизвестна и установить и классифицировать вызывающее этот симптом заболевание не представляется возможным, этот симптом называют «идиопатическим», или «эссенциальным», и выделяют в отдельное самостоятельное заболевание. Например, именно так выделяют «эссенциальный тремор» или «идиопатическую головную боль».
Совокупность часто встречающихся вместе при нескольких определённых заболеваниях симптомов называется синдромом (при общности их патогенеза), симптоматикой или симптомокомплексом. Например, именно так говорят о «гриппоподобном синдроме» (головная боль, разбитость, повышение температуры и т. д.) при многих инфекциях, о «депрессивном синдроме» при различных психических и соматических заболеваниях и т. д.
Симптомы подразделяются на специфические — присущие только одному заболеванию, и неспецифические — сопровождающие целый ряд болезней. Иногда выделяют патогномоничные симптомы — присущие только одному заболеванию, например, наличие кристаллов мочевой кислоты в узелках при подагре.

## Диагностика
- Медицинская диагностика — процесс установления диагноза, то есть заключения о сущности болезни и состоянии пациента, выраженное в принятой медицинской терминологии. Этим же термином называется и раздел клинической медицины, изучающий содержание, методы и последовательные ступени процесса распознавания болезней или особых физиологических состояний.
- Дифференциальная диагностика — способ диагностики, исключающий не подходящие по каким-либо фактам заболевания со сходными симптомами[6].